# One of Those Days
Singles de Whitney Houston
Whatchulookinat
(2002) Try It on My Own
(2002)
One of Those Days est une chanson de Whitney Houston écrite par Kevin Briggs, Dwight Renolds, Patrice Stewart, Ernest Isley, Marvin Isley, Christopher Jasper, Kelly Isley, Ronald Isley et Rudolph Isley.
Elle est issue de l'album Just Whitney (2002) et est sortie comme son 2e single le 29 octobre 2002 aux États-Unis.
Elle se base sur un sample de Between the Sheets (1983) des Isley Brothers.